# Жалантас
Жалантас (каз. Жалаңтас, до 1996 г. — Бирлестик) — село в Актогайском районе Карагандинской области Казахстана. Входит в состав Нуркенского сельского округа. Код КАТО — 353655300.

## Население
В 1999 году население села составляло 148 человек (70 мужчин и 78 женщин). По данным переписи 2009 года, в селе проживали 123 человека (73 мужчины и 50 женщин).

## Колхоз Бирлестик
Примерно в 1920-1930 годы председателем колхоза был Бектурган Молдаханов (1899-1947).